# Shuroobod-Brücke
Die Shuroobod-Brücke ist eine Straßenbrücke über den Pandsch zwischen Afghanistan und Tadschikistan. Sie verbindet den Bezirk Shuroobod in der tadschikischen Provinz Chatlon und den Distrikt Khvahan der afghanischen Provinz Badachschan. Die Brücke steht etwa 3 km oberhalb der Einmündung des Obinisu. Sie soll die Erschließung des bisher kaum zugänglichen Nordens von Badachschan verbessern.
Die 162 m lange und 3,5 m breite Hängebrücke kann von Fußgängern und von Kfz bis zu 30 t Gewicht benutzt werden.
Sie ist die fünfte von bisher fünf Brücken über den Pandsch, deren Bau durch das Aga Khan Development Network veranlasst und finanziert wurden, wobei KfW ebenfalls Mittel zur Verfügung stellte. Am 31. Oktober 2011 war die Grundsteinlegung durch Karim Aga Khan IV., Tadschikistans Präsident Emomalij Rahmon und Abdulkudus Hamidi, Afghanistans Bauminister, in Anwesenheit von Rüdiger König, dem deutschen Botschafter in Afghanistan.
Zu dem Brückenprojekt, das US$ 3,57 Mio. kostete, gehört auch ein mit Mitteln der KfW gebauter kleiner, jeden Samstag geöffneter Markt auf tadschikischer Seite, zu dem die afghanischen Händler ohne Visum Zugang haben und mit dem die Versorgung der Bevölkerung auf beiden Seiten des Flusses verbessert werden soll.